# John MacKinnon
John Ramsay MacKinnon (* 22. Januar 1947 in Leeds) ist ein britischer Zoologe und Naturschützer. Seine Forschungsschwerpunkte sind die Ökologie, die Ornithologie und die Mammalogie.

## Leben
MacKinnon begann seine Karriere 1965 mit Insekten- und Schimpansenstudien im Camp von Jane Goodall und Hugo van Lawick in Gombe. Nach der Erlangung des Bachelor of Arts und des Master of Arts wurde MacKinnon 1973 mit der Dissertation The Behavior and ecology of the orang-utan, pongo pygmaeus, with relation to the other apes zum Ph.D. an der University of Oxford promoviert. Dafür studierte er zwischen Juni 1968 und November 1971 unter der Leitung von Nikolaas Tinbergen und Desmond Morris wilde Orang-Utans in Sumatra und Sabah. Er betrieb über 20 Jahre Feldarbeit über Primaten, Insekten und Vögel in Afrika und Asien und er war an der Schaffung von Naturschutzgebieten beteiligt. MacKinnon entwickelte Datenbanken mit Hilfe von Geoinformationssystemen (GIS), darunter für Projekte der Global Environment Facility (GEF). Von 1977 bis 1979 war er Projektleiter beim WWF. Von 1980 bis 1982 war er Berater und 1983 Projektmanager bei der Ernährungs- und Landwirtschaftsorganisation der Vereinten Nationen (FAO). Von 1983 bis 1986 war er Repräsentant und Berater des WWF und der IUCN in Indonesien. Von 1986 bis 1992 war er leitender Naturschutzberater des WWF in Indonesien. 1992 gründete er das Asian Bureau for Conservation in Hongkong.
Für den WWF und die IUCN erstellte MacKinnon Aktionspläne über den Fortbestand (Species Survival Plans) des Großen Pandas (Ailuropoda melanoleuca) und des Koupreys (Bos sauveli) und er entwarf Systempläne für Schutzgebiete in Indonesien, Bhutan, Vietnam und China.
Er gehörte zu den Erstbeschreibern von drei Paarhuferarten aus Vietnam, darunter der Annam-Muntjak (Muntiacus truongsonensis), der Riesenmuntjak (Muntiacus vuquangensis) und die Saola (Pseudoryx nghetinhensis).
MacKinnon ist Mitglied in der Zoological Society of London, bei Fauna & Flora International (ehemals Fauna Preservation Society), in der Malaysian Nature Society und in der IUCN Species Survival Commission.
1998 erhielt MacKinnon von Prinz Bernhard der Niederlande den Orden der Goldenen Arche.
1974 wirkte MacKinnon in der britischen Dokumentarreihe The World About Us von David Attenborough mit.

## Schriften
1993 veröffentlichte MacKinnon in Zusammenarbeit mit Karen Phillipps das Werk A Field Guide to the Birds of Borneo, Sumatra, Java, and Bali: The Greater Sunda Islands, das mit 820 beschriebenen Arten für längere Zeit als umfangreichster, illustrierter Vogelführer der Avifauna Indonesiens galt und 2016 durch das Buch  Birds of the Indonesian Archipelago: Greater Sundas and Wallacea von James A. Eaton, Frank E. Rheindt, Bas van Balen und Nick W. Brickle abgelöst wurde, in dem 1417 Arten beschrieben werden. Weitere von MacKinnon veröffentlichte Bücher sind Animals of Asia: The ecology of the Oriental region (1974), In Search of the Red Ape (1974, deutsch: Auf der Suche nach dem roten Affen), Time-Life: Borneo (1975, deutsch: Die Wildnisse der Welt: Borneo), The Ape within us (1978), Preliminary Management Plan for Mandor Nature Reserve, West Kalimantan (1981), Managing Protected Areas in the Tropics (1986), Field Guide to the Birds of Java and Bali (1988), A Biodiversity review of China (1996), Wild China (1996), Review of the protected areas system in the Indo-Malayan realm (1997), A Field Guide to the Birds of China (2000) und Birds of China (2017). Im Jahr 2008 schrieb er den Abschnitt über die Paarhufer (Artiodactyla) im Werk A Guide to the Mammals of China von Andrew T. Smith.